# Liste der Monuments historiques in Saint-Brieuc
Die Liste der Monuments historiques in Saint-Brieuc führt die Monuments historiques in der französischen Gemeinde Saint-Brieuc auf.

## Liste der Bauwerke
| Bezeichnung                | Beschreibung                                           | Standort                             | Kennzeichnung | Schutzstatus     | Datum     | Bild           |
| -------------------------- | ------------------------------------------------------ | ------------------------------------ | ------------- | ---------------- | --------- | -------------- |
| Sparkassengebäude          |                                                        | 18, rue de Rohan (Lage)              | PA00135256    | Inscrit          | 1995      |                |
| Kathedrale Saint-Étienne   |                                                        | Place du Martray (Lage)              | PA00089582    | Classé           | 1906      | weitere Bilder |
| Croix Mathias              | Kreuz                                                  | Rue Quintin (Lage)                   | PA00089583    | Inscrit          | 1964      | weitere Bilder |
| Kirche St-Michel           |                                                        | Place Saint-Michel (Lage)            | PA22000043    | Inscrit          | 2014      | weitere Bilder |
| Boulevard Waldeck-Rousseau |                                                        | (Lage)                               | PA22000044    | Inscrit          | 2014      |                |
| Brunnen                    |                                                        | Rue Rufflet (Lage)                   | PA00089584    | Classé           | 1928      | weitere Bilder |
| Bahnhof                    |                                                        | 1, boulevard Waldeck-Rousseau (Lage) | PA22000045    | Inscrit          | 2014      | weitere Bilder |
| Grand séminaire            |                                                        | 18, rue de Genève (Lage)             | PA00135257    | Inscrit          | 1995      |                |
| Hôtel de Bellecyse         |                                                        | 18, rue de la Préfecture (Lage)      | PA00089585    | Classé           | 1970      | weitere Bilder |
| Hôtel des Ducs de Bretagne |                                                        | 15, rue Fardel (Lage)                | PA00089586    | Classé           | 1889      | weitere Bilder |
| Hôtel de Rohan             |                                                        | 2, rue Saint-Goueno (Lage)           | PA00089587    | Inscrit          | 1935      | weitere Bilder |
| Haus                       |                                                        | 23, rue du Maréchal-Foch (Lage)      | PA00089598    | Inscrit          | 1971      |                |
| Haus                       |                                                        | 17, rue Fardel (Lage)                | PA00089588    | Inscrit          | 1926      | weitere Bilder |
| Haus                       |                                                        | 21, rue Fardel (Lage)                | PA00089589    | Inscrit          | 1926      |                |
| Haus                       |                                                        | 32, rue Fardel (Lage)                | PA00089590    | Inscrit          | 1940      | weitere Bilder |
| Haus                       |                                                        | 34, rue Fardel (Lage)                | PA00089591    | Inscrit          | 1940      | weitere Bilder |
| Haus                       |                                                        | 16, rue du Gouët (Lage)              | PA00089592    | Classé           | 1928      | weitere Bilder |
| Haus                       |                                                        | 22, rue du Gouët (Lage)              | PA00089593    | Inscrit          | 1964      | weitere Bilder |
| Haus                       | 2016 zerstört                                          | 44, rue du Gouët (Lage)              | PA00089594    | Inscrit          | 1964      |                |
| Haus                       | 2016 zerstört                                          | 48, rue du Gouët (Lage)              | PA00089595    | Inscrit          | 1964      | weitere Bilder |
| Haus                       |                                                        | 6, rue Houvenagle (Lage)             | PA00089596    | Inscrit          | 1963      | weitere Bilder |
| Haus                       |                                                        | 9, rue Quinquaine (Lage)             | PA00089600    | Inscrit          | 1935      | weitere Bilder |
| Fachwerkhaus               |                                                        | 2, place de la Préfecture (Lage)     | PA00089599    | Inscrit          | 1935      |                |
| Haus Le Ribeault           |                                                        | 1, place au Lin (Lage)               | PA00089597    | Inscrit Classé   | 1927 1930 | weitere Bilder |
| Manoir de Qui-Qu’en-Grogne | Herrenhaus                                             | 3, place du Général-de-Gaulle (Lage) | PA00089601    | Inscrit          | 1926      | weitere Bilder |
| Tertre Aubé                |                                                        | Rue du Tertre Aubé (Lage)            | PA22000037    | Inscrit          | 1925      |                |
| Theater                    |                                                        | 1, place de la Résistance (Lage)     | PA22000002    | Inscrit          | 1996      | weitere Bilder |
| Tour de Cesson             |                                                        | 1, chemin de l'Écluse (Lage)         | PA00089603    | Inscrit          | 1926      | weitere Bilder |
| Tour du Saint-Esprit       |                                                        | Im Hof der Préfecture (Lage)         | PA00089602    | Inscrit          | 1926      | weitere Bilder |
| Viaduc de Souzain          | 1995 zerstört; auch auf dem Gebiet der Gemeinde Plérin | (Lage)                               | PA00125341    | Inscrit gelöscht | 1993 2016 | weitere Bilder |
| Viaduc de Toupin           | Viadukt                                                | (Lage)                               | PA22000046    | Inscrit          | 2014      | weitere Bilder |

## Liste der Objekte

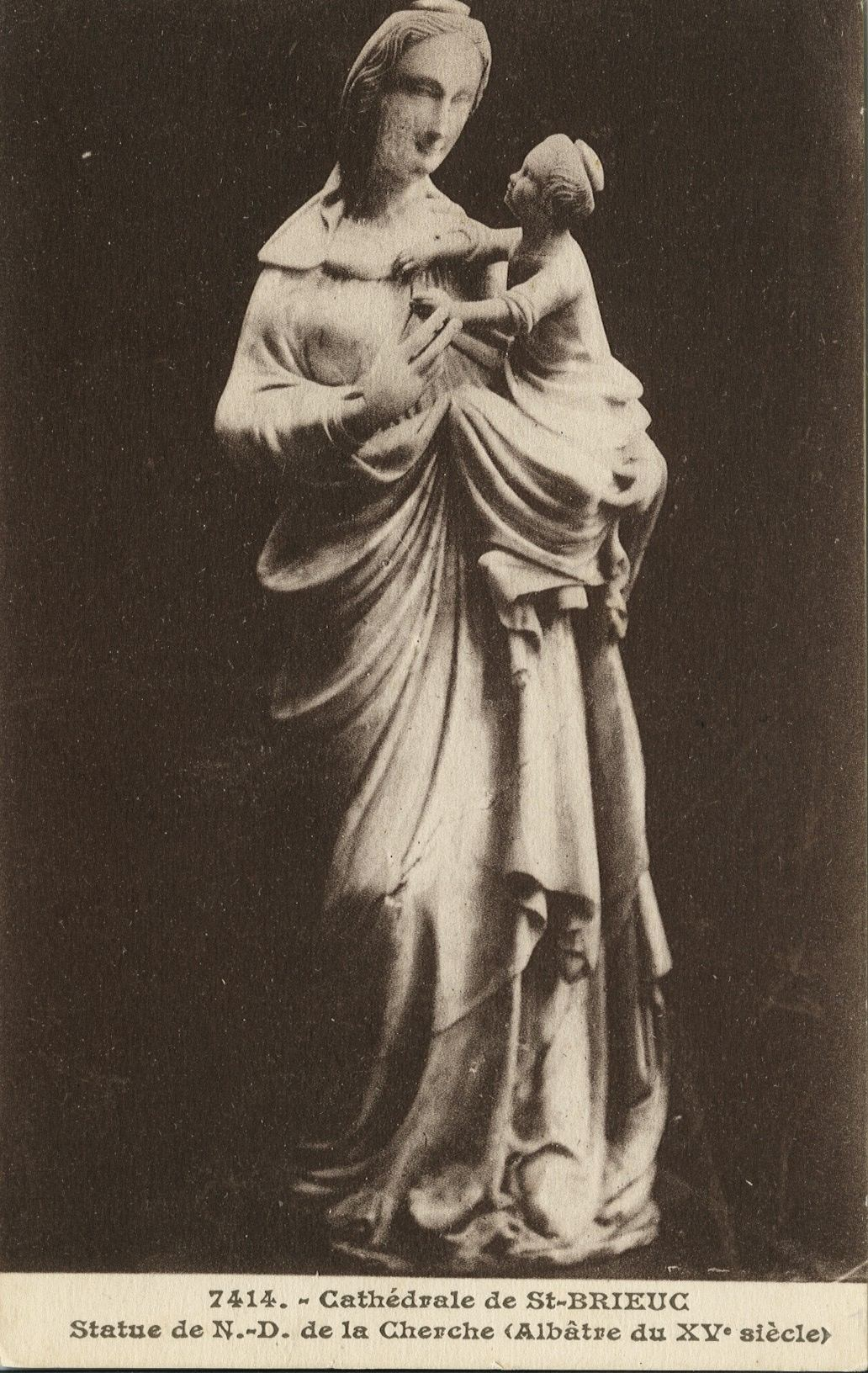
Skulptur Madonna und Kind (15. Jahrhundert) in der Kathedrale St-Étienne

- Monuments historiques (Objekte) in Saint-Brieuc in der Base Palissy des französischen Kultusministeriums